# Ministère des Affaires rurales (Estonie)
Le ministère des Affaires rurales d'Estonie (en estonien : Eesti Regionaal- ja Põllumajandusministeerium) est un ministère chargé de l'agriculture en Estonie.

## Présentation
Le ministère des Affaires rurales est responsable des politiques agricoles, le marché alimentaire et la sécurité alimentaire, la santé animale, le bien-être et l'élevage, la bioéconomie et l'industrie de la pêche en Estonie.  
Depuis le 1er septembre 2015, le nom du ministère de l'agriculture est le ministère de l'agriculture.

Le ministère gère plusieurs organismes. En 2015, ils étaient les suivants : 
- Office des registres et de l'information agricoles (PRIA)
- Fondation pour le développement rural
- Musée de la ferme CR Jakobson
- Musée laitier estonien
- Musée agricole estonien
- Institut estonien de sélection végétale
- Centre estonien de contrôle des performances de l'élevage agricole AS
- Centre d'information sur l'économie rurale
- Conseil de l'agriculture
- Centre de recherche agricole
- Conseil vétérinaire et alimentaire
- Laboratoire vétérinaire et alimentaire
- AS Vireen
- AS Eesti Viljasalv

## Liste des ministres
| Nom                                                  | Nom                       | Parti                             | Période                   | Période                   | Durée                     | Premier ministre           |
| Ministre de l’Agriculture                            | Ministre de l’Agriculture | Ministre de l’Agriculture         | Ministre de l’Agriculture | Ministre de l’Agriculture | Ministre de l’Agriculture | Ministre de l’Agriculture  |
| ---------------------------------------------------- | ------------------------- | --------------------------------- | ------------------------- | ------------------------- | ------------------------- | -------------------------- |
|                                                      | Jaan Leetsar              | Parti populaire modéré            | 21 octobre 1992           | 8 novembre 1994           | 2 ans, 18 jours           | Mart Laar                  |
|                                                      | Aldo Tamm                 | Parti paysan                      | 8 novembre 1994           | 17 avril 1995             | 160 jours                 | Andres Tarand              |
|                                                      | Ilmar Mändmets            | Parti de la Coalition             | 17 avril 1995             | 17 mars 1997              | 1 an, 334 jours           | Tiit Vähi                  |
|                                                      | Andres Varik              | Union populaire estonienne        | 17 mars 1997              | 25 mars 1999              | 2 ans, 8 jours            | Mart Siimann               |
|                                                      | Ivari Padar               | Parti populaire modéré            | 25 mars 1999              | 28 janvier 2002           | 2 ans, 309 jours          | Mart Laar                  |
|                                                      | Jaanus Marrandi           | Parti du centre                   | 28 janvier 2002           | 10 avril 2003             | 1 an, 72 jours            | Siim Kallas                |
|                                                      | Tiit Tammsaar             | Union populaire estonienne        | 10 avril 2003             | 2 avril 2004              | 358 jours                 | Juhan Parts                |
|                                                      | Ester Tuiksoo             | Union populaire estonienne        | 5 avril 2004              | 5 avril 2007              | 3 ans                     | Juhan Parts                |
|                                                      | Helir-Valdor Seeder       | Union de la patrie et Res Publica | 5 avril 2007              | 26 mars 2014              | 6 ans, 355 jours          | Andrus Ansip               |
|                                                      | Andres Anvelt             | Parti social-démocrate            | 26 mars 2014              | 7 avril 2014              | 12 jours                  | Taavi Rõivas               |
|                                                      | Ivari Padar               | Parti social-démocrate            | 7 avril 2014              | 9 avril 2015              | 1 an, 2 jours             | Taavi Rõivas               |
| Ministre des Affaires rurales                        |                           |                                   |                           |                           |                           |                            |
|                                                      | Urmas Kruuse              | Parti de la réforme               | 9 avril 2015              | 23 novembre 2016          | 1 an, 228 jours           | Taavi Rõivas               |
|                                                      | Martin Repinski           | Parti du centre                   | 23 novembre 2016          | 9 décembre 2016           | 16 jours                  | Jüri Ratas                 |
|                                                      | Tarmo Tamm                | Parti du centre                   | 12 décembre 2016          | 29 avril 2019             | 2 ans, 139 jours          | Jüri Ratas                 |
|                                                      | Mart Järvik               | Parti populaire conservateur      | 29 avril 2019             | 25 novembre 2019          | 209 jours                 | Jüri Ratas                 |
|                                                      | Arvo Aller                | Parti populaire conservateur      | 10 December 2019          | 26 janvier 2021           | 1 an, 47 jours            | Jüri Ratas (II)            |
|                                                      | Urmas Kruuse              | Parti de la réforme               | 26 janvier 2021           | 17 avril 2023             | 2 ans, 81 jours           | Kaja Kallas                |
| Ministre des Affaires régionales                     |                           |                                   |                           |                           |                           |                            |
|                                                      | Madis Kallas              | Parti social-démocrate            | 17 avril 2023             | 29 avril 2024             | 1 an, 12 jours            | Kaja Kallas                |
|                                                      | Piret Hartman             | Parti social-démocrate            | 29 avril 2024             | 23 juillet 2024           | 85 jours                  | Kaja Kallas Kristen Michal |
| Ministre des Affaires régionales et de l’Agriculture |                           |                                   |                           |                           |                           |                            |
|                                                      | Piret Hartman             | Parti social-démocrate            | 23 juillet 2024           | 11 mars 2025              | 231 jours                 | Kristen Michal             |
|                                                      | Hendrik Johannes Terras   | Estonie 200                       | 25 mars 2025              | en cours                  | 58 jours                  | Kristen Michal             |